# الحفلة لن تنتهي (ألبوم إينا)
الحفلة لن تنتهي (بالإنجليزية: Party Naver Ends)‏ هو الألبوم الثالث للفنانة الرومانية اينا. وقد صدر في 4 مارس 2013 من خلال شركة روتون للتسجيلات ، والتي قامت بإنتاج الألبوم السابق للمغنية، وقد صدر الألبوم بنسخة ثانية وتحتوي على نفس الأغاني، وقد تم بيع 913 نسخة، وحصل الألبوم على المرتبة 152 في تلك المنطقة.

## أغاني الألبوم
1. في عينيك
2. We Like Party
3. أكثر من أصدقاء
4. Fall In Love/Lie
5. Shining Star
6. Take Me Down To Mexico
7. Famous
8. Take It Off
9. J'Adore
10. كالينته
11. كريزي سيكسي ويلد (أغنية إينا)
12. إنديا (أغنية إينا)
13. أوكي (أغنية إينا)
14. عش حياتك
15. الحفلة لن تنتهي

## روابط خارجية
- الحفلة لن تنتهي على موقع أول موفي (الإنجليزية)